# 涧田乡
涧田乡，是中华人民共和国江西省吉安市万安县下辖的一个乡镇级行政单位。

## 行政区划
涧田乡下辖以下地区：
涧田乡社区、益富村、上陈村、小溪村、涧田村、里仁村、晓东村、麻源村和良富村。